# 古韩镇古建筑群
古韩镇古建筑群，位于山西省长治市襄垣县城内（古韩镇），是一组古建筑，建于元、明、清。
2016年6月6日，古韩镇古建筑群公布为第五批山西省文物保护单位，编号5-76。
包括以下建筑：
- 襄垣崇福寺
- 襄垣关岳庙
- 襄垣城隍庙
- 襄垣通济桥